# Кадъаскер
Кадъаскерът („военен съдия“) е висш съдия който ръководи не само юстицията, но и просветата в Османската империя съобразно принципите и каноните на исляма. Двамата кадъскери били назначавани – един за Румелия, чиято юрисдикция обхващала европейските провинции на империята и тези в Северна Африка, и един за Анадола с юрисдикция върху азиатските провинции и Египет. Те били подчинени на Шейх-юл-ислама, и нямали юрисдикция над Истанбул. Освен това присъствали на срещите в имперския съвет.
Всички кадии в Османската империя се намирали под ръководството, но не и на подчинението на кадъаскера. 